# Eriocaulon koynense
Eriocaulon koynense är en gräsväxtart som beskrevs av Punekar, Mungikar och Pakshirajan Lakshminarasimhan. Eriocaulon koynense ingår i släktet Eriocaulon och familjen Eriocaulaceae. IUCN kategoriserar arten globalt som otillräckligt studerad. Inga underarter finns listade i Catalogue of Life.